# 三河武士のやかた家康館
三河武士のやかた家康館（みかわぶしのやかたいえやすかん）は、愛知県岡崎市康生町にある歴史博物館。

## 沿革・概要

### 概説
1977年（昭和52年）8月に創立40周年を迎えたトヨタ自動車が記念事業の一環として岡崎市に5,000万円を寄付。これを基金として岡崎公園（現在の岡崎城公園）内に歴史博物館を建設することが決まり、1979年（昭和54年）6月、岡崎城・家康館建設整備委員会が発足した。同年12月1日、名古屋市西区の浦野設計事務所の設計案が6社の案の中から採用された。
1980年（昭和55年）6月17日、家康館の工事は清水建設名古屋支店が4億2,400万円で落札。市は全体の事業費のうち、2億5,000万円は寄付金でまかなう計画を立てた。内田喜久市長は6月22日に行われた衆院選に長男を擁立し、公選法違反容疑で逮捕され、6月30日に辞職した。7月初旬、内田が、指名競争入札制度をたてに、長年にわたり建設業界と土木業界に対し数千万円という単位の寄付を強要していたことが市議会で明らかにされた。8月から9月にかけて多数の業者が贈賄容疑で逮捕された。7月時点の寄付金は約1億1,700万円。残額の集金が危ぶまれたが、建設工事は同年に開始された。
1982年（昭和57年）11月3日、開館。総事業費は約9億5,000万円と言われる。館内は地下1階の常設展示室ほか1階展示室、特別展示室、甲冑試着体験室、映像コーナー、書籍コーナーがある。このうち常設展示室では、徳川家康や家康に仕えた三河武士の人間像、時代の移り変わりなどを展示している。このほか、甲冑着体験室では甲冑の試着や写真撮影ができる。
2006年（平成18年）3月21日にリニューアルオープンした。
2019年（令和元年）10月1日、岡崎城再建から60年目を記念して徳川宗家第18代当主である徳川恒孝が家康館の初代名誉館長に就任した。

### どうする家康 岡崎 大河ドラマ館
2022年（令和4年）2月16日、市は新年度当初予算案を発表。2023年（令和5年）大河ドラマ『どうする家康』に関連する事業費として総額10億6,797万円を計上した。家康館全体を「どうする家康 岡崎 大河ドラマ館」として整備し約1年間開館するとした。同年5月12日、市は、大河ドラマ館運営等業務の優先交渉権者を近畿日本ツーリストに決定したと発表した。大河ドラマ館へ向けた施設改修のため、同年8月29日から休館。
同年12月26日、徳川宗家の当主交代に伴い、徳川家広が家康館の2代目名誉館長に就任した。
2023年1月21日、「どうする家康 岡崎 大河ドラマ館」としてリニューアルオープンした。館長には、「信州上田 真田丸 大河ドラマ館」元館長の唐沢信幸が就任した。大河ドラマ館は2024年（令和6年）1月8日に閉館した。その翌日の1月9日から同年3月22日まで休館し展示を改装、3月23日からリニューアルオープンした。

## 主な収蔵品
| 種別         | 名称                                                     | 制作年            | 備考                          |
| ------------ | -------------------------------------------------------- | ----------------- | ----------------------------- |
| 重要文化財   | 黒糸威胴丸具足〈鹿角脇立兜・小具足付 /（本多忠勝所用）〉 | 桃山時代          | 1977年（昭和52年）6月11日指定 |
| 市指定文化財 | 亀甲文地銀貼膳                                           | 江戸時代初期      | 1982年（昭和57年）7月26日指定 |
| 市指定文化財 | 葵紋桐唐草文蒔絵什器                                     | 江戸時代中期      | 1982年（昭和57年）7月26日指定 |
| 市指定文化財 | 刀 銘薬王寺 主真助 文亀二年八月日                        | 1502年（文亀2年） | 2001年（平成13年）5月7日指定  |
| 市指定文化財 | 刀 銘薬王寺 助次                                         | 室町時代          | 2001年（平成13年）5月7日指定  |

※ このほか蜻蛉切のレプリカや小牧長久手合戦図屏風、洛中洛外図など。

## ギャラリー

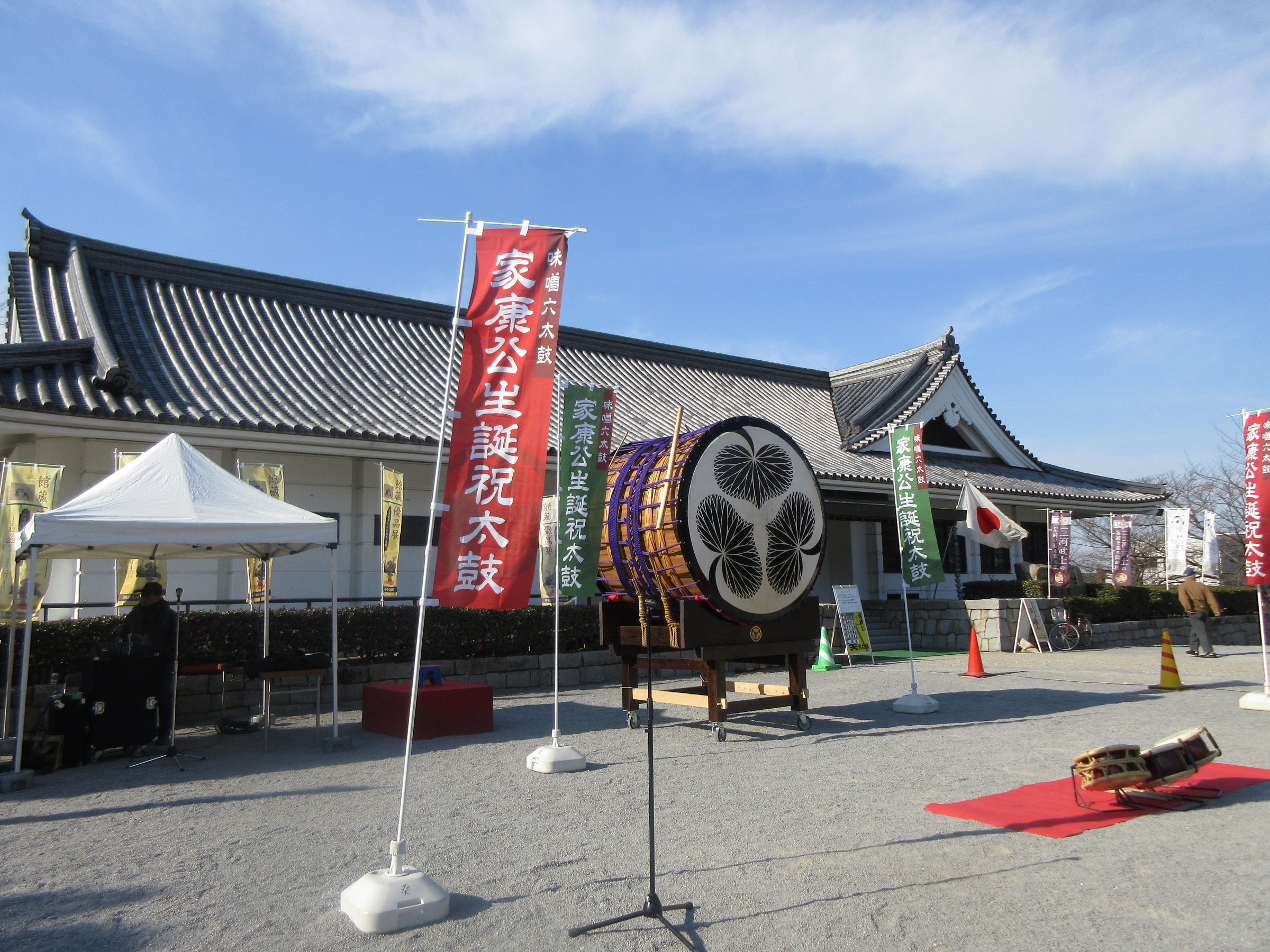
建物
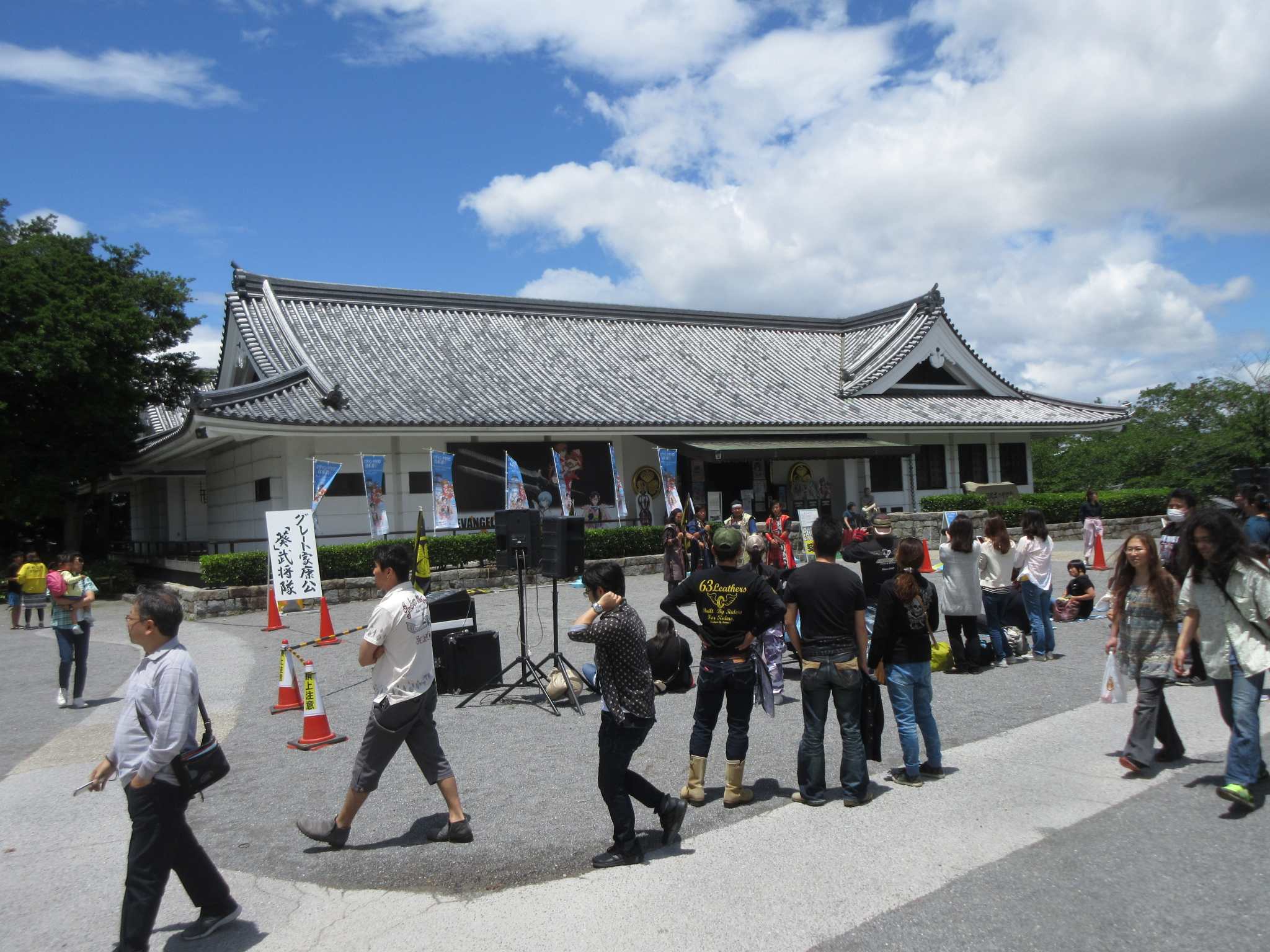
正面広場で開かれているグレート家康公「葵」武将隊のイベント
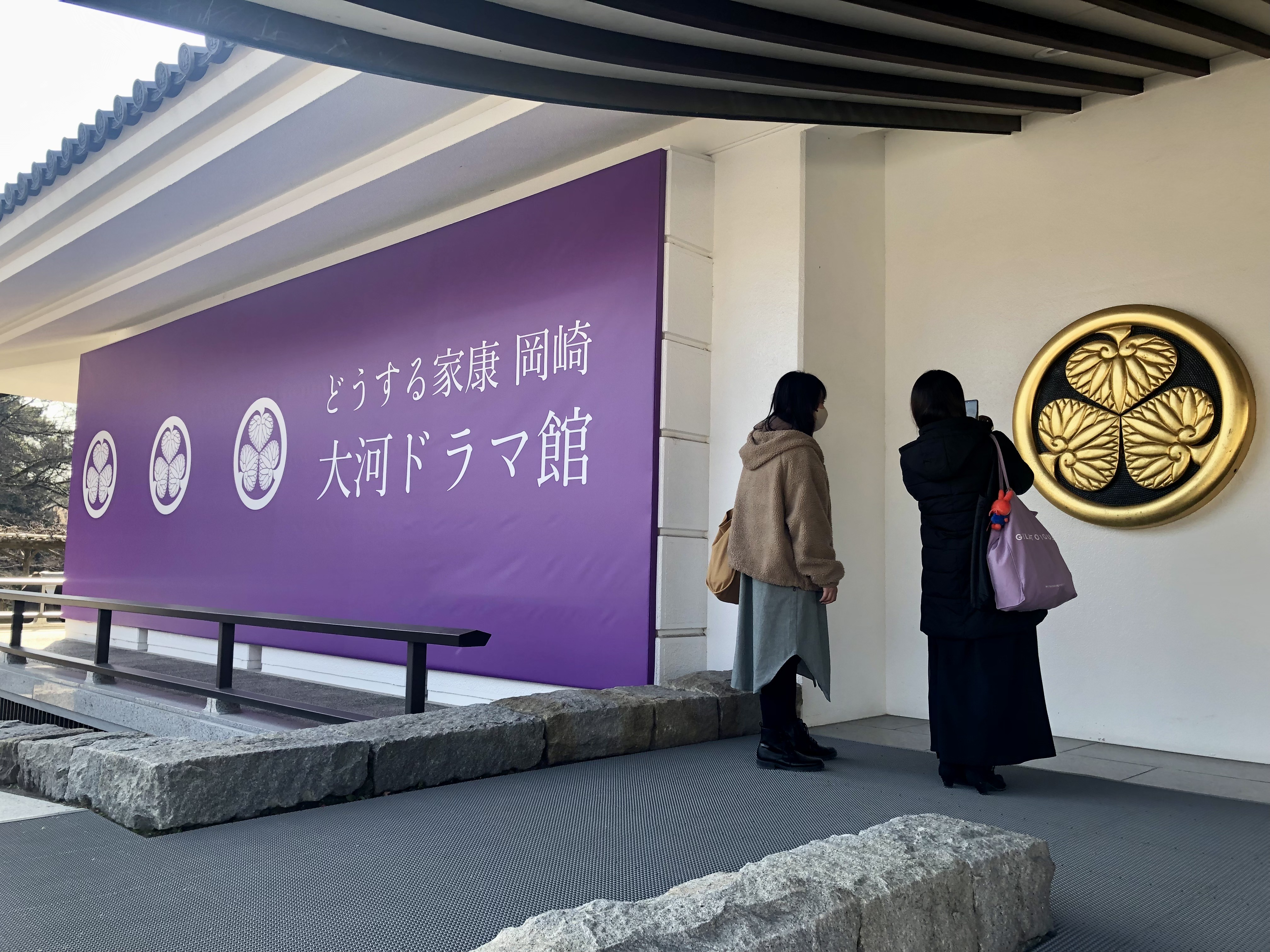
入口付近
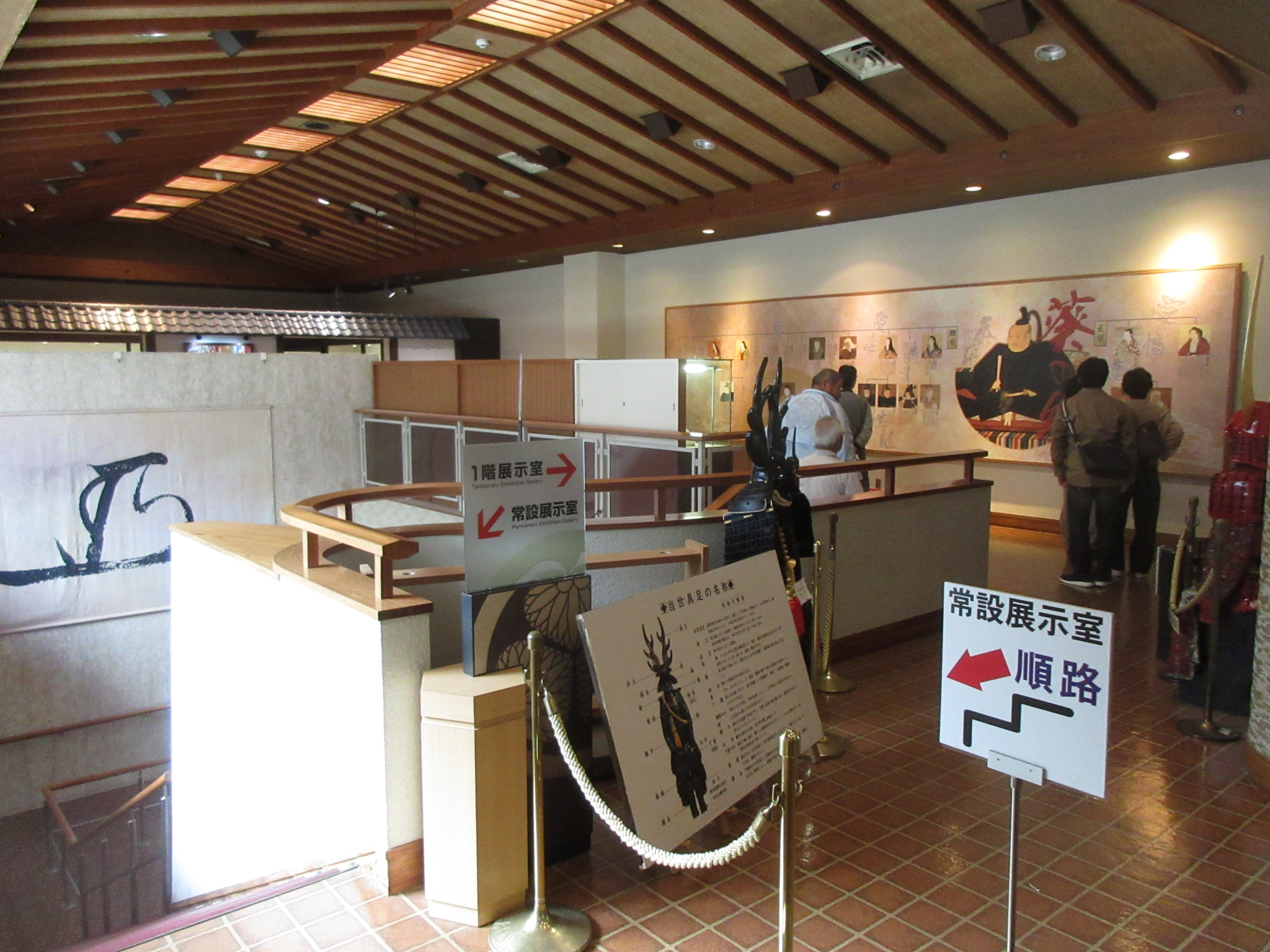
館内
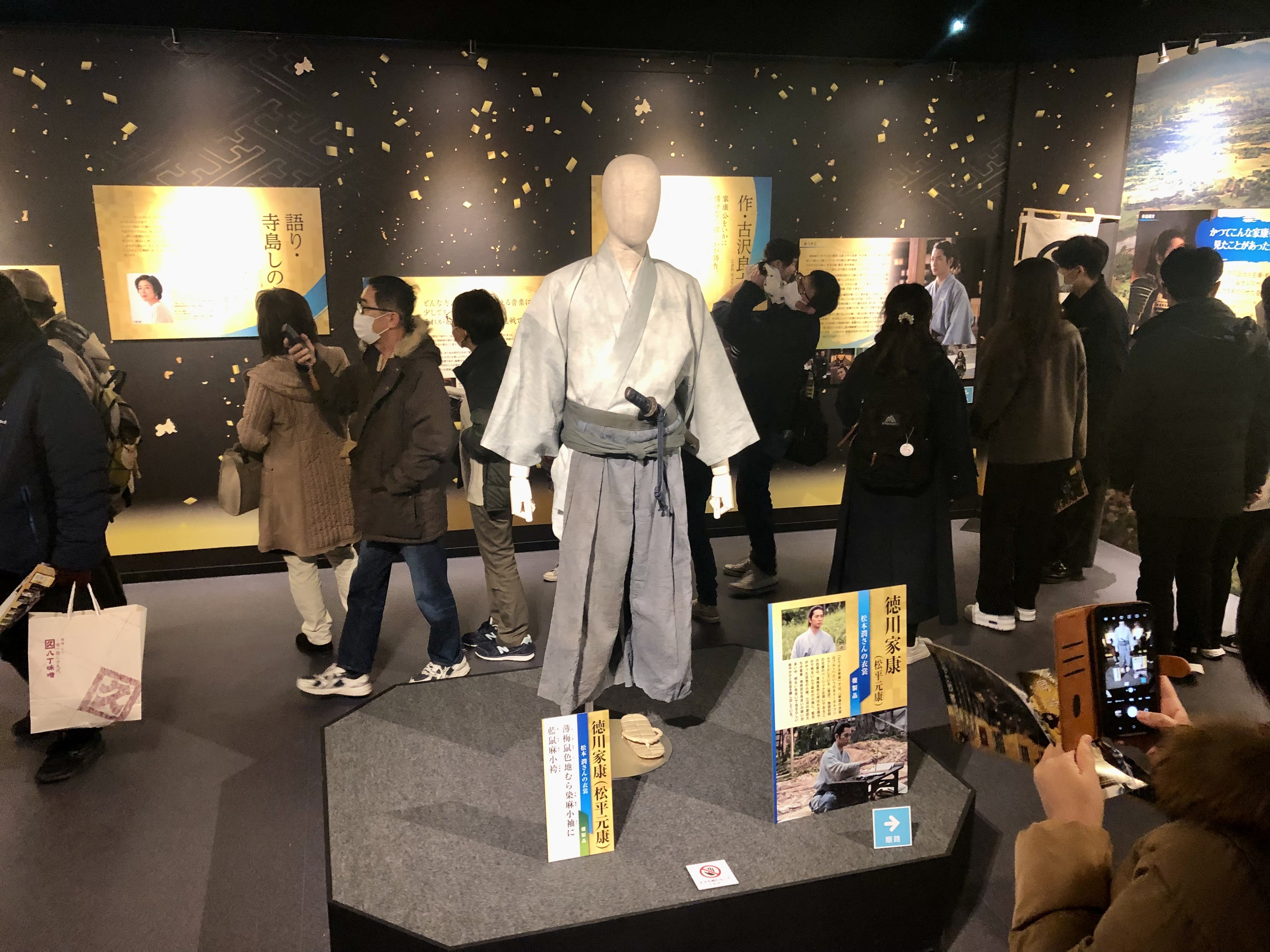
『どうする家康』番組紹介コーナー
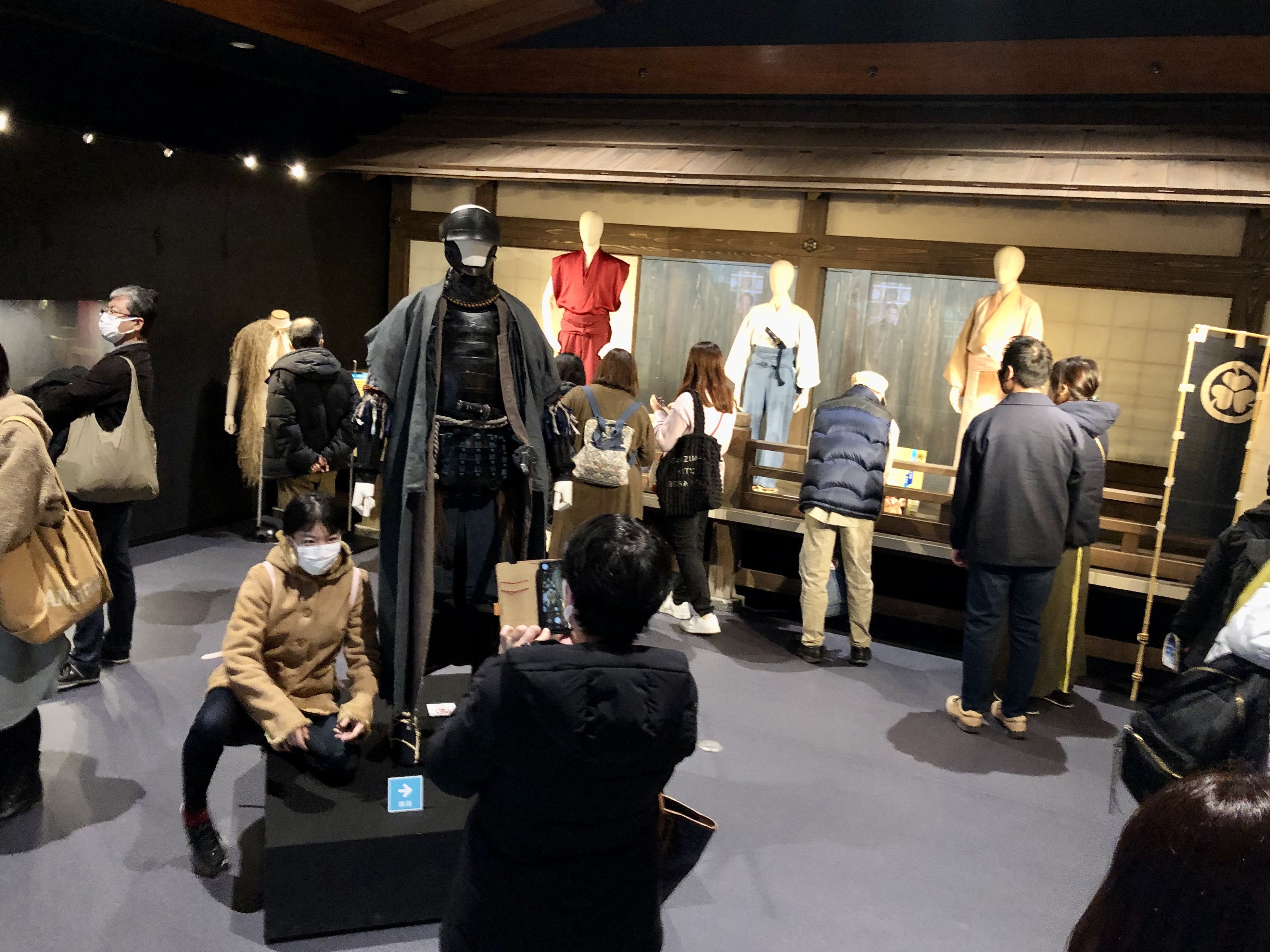
『どうする家康』衣装・小道具展示コー
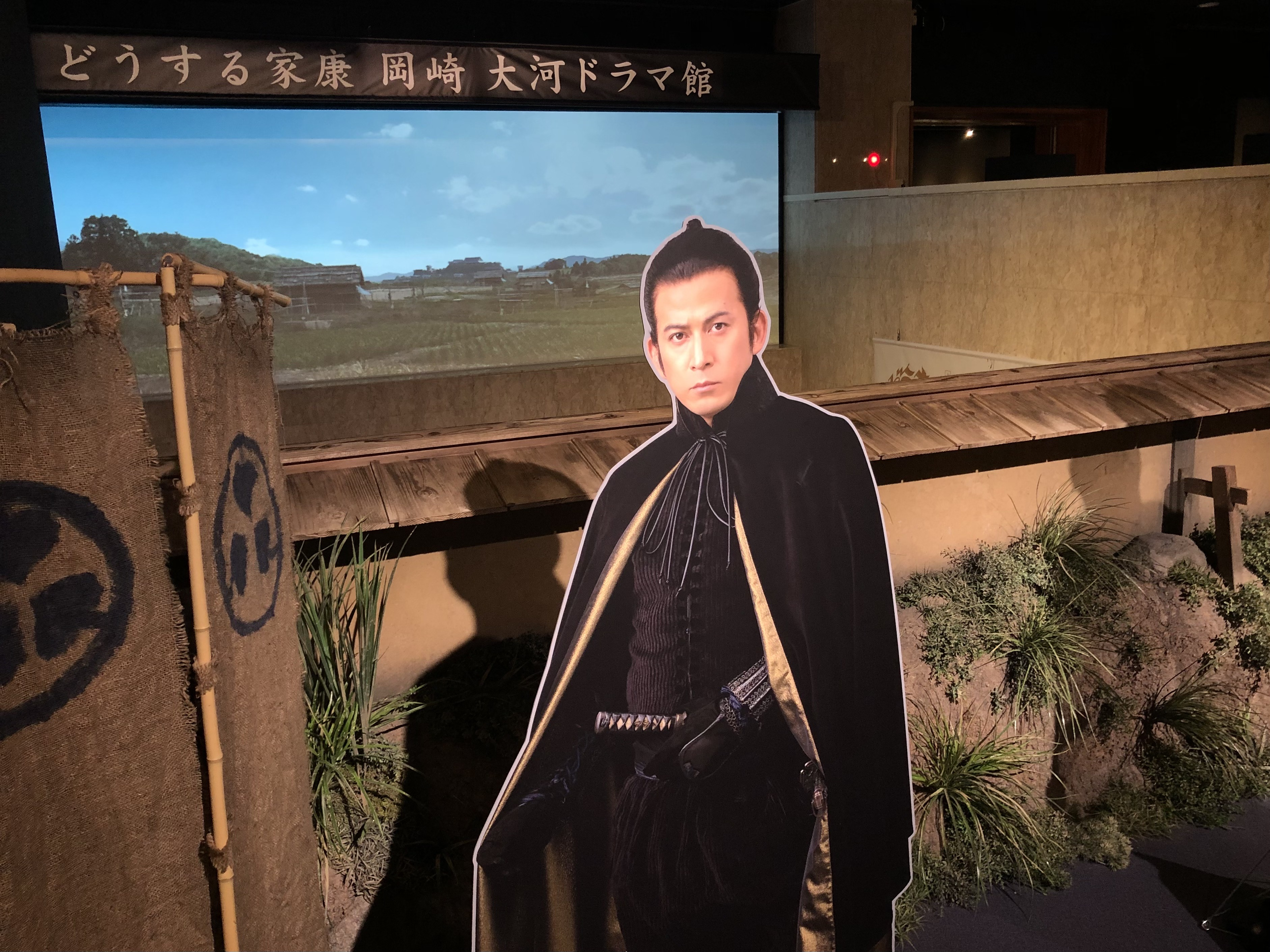
『どうする家康』人物紹介コーナー
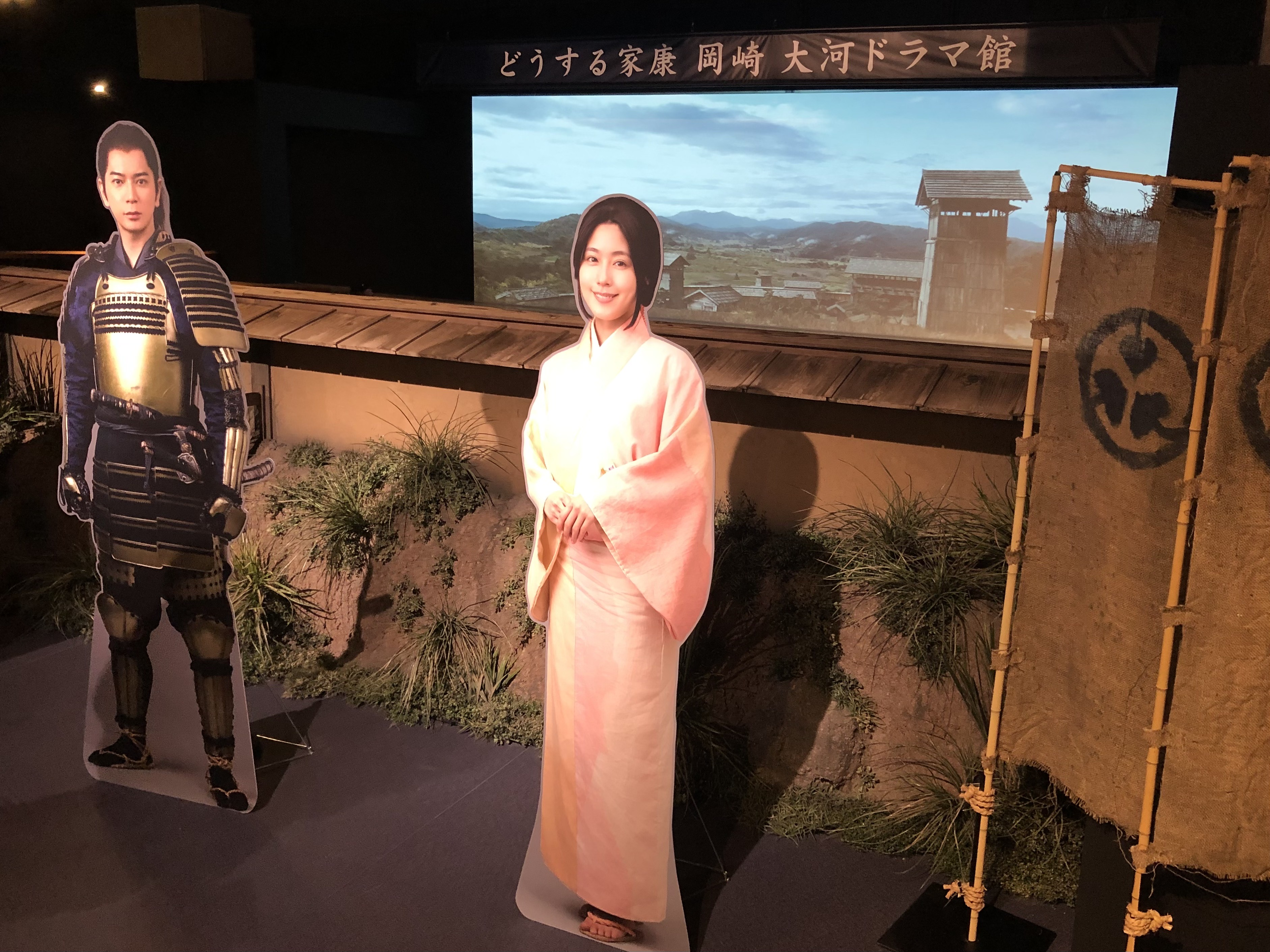
『どうする家康』人物紹介コーナー
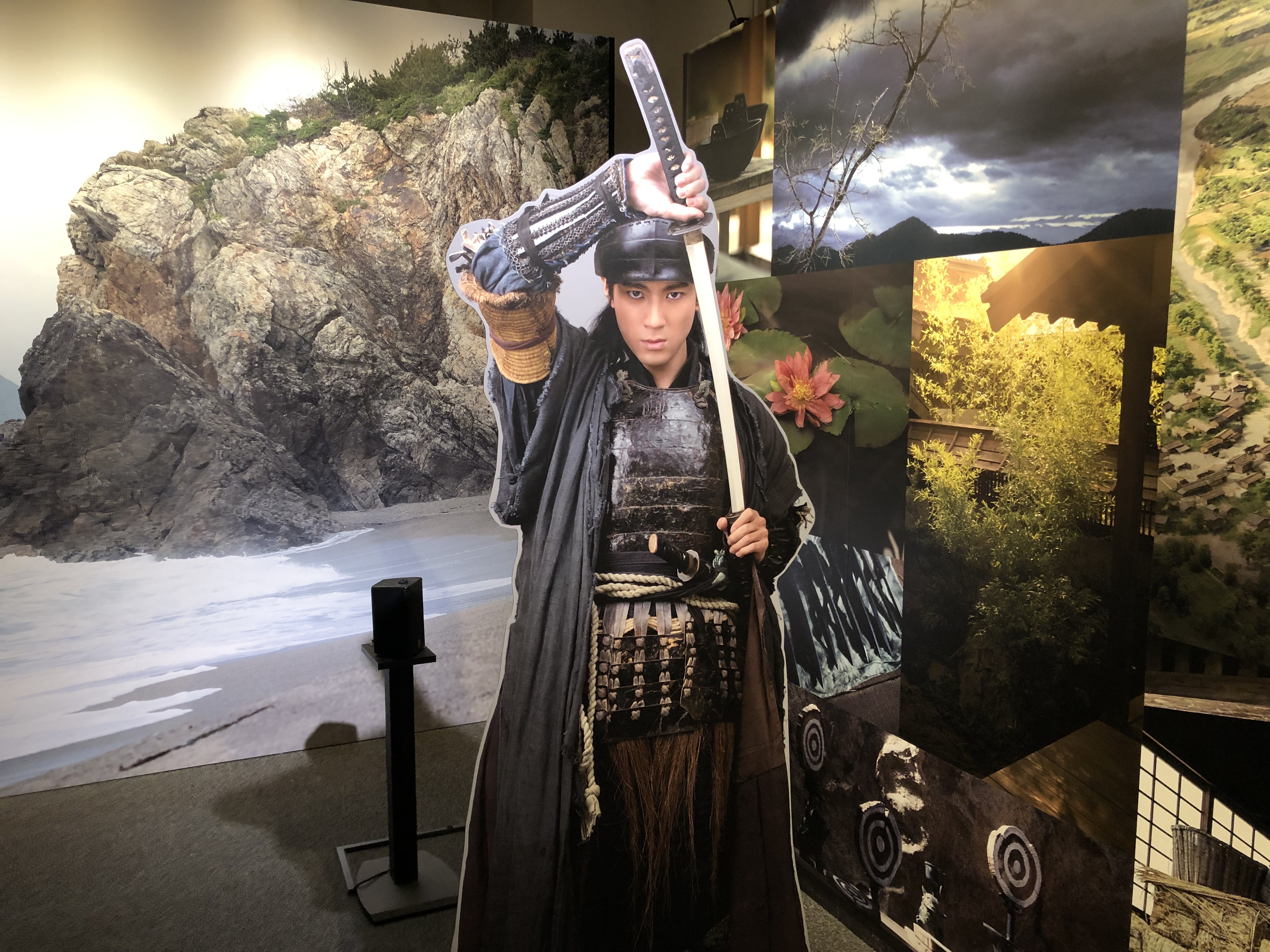
『どうする家康』人物紹介コーナー
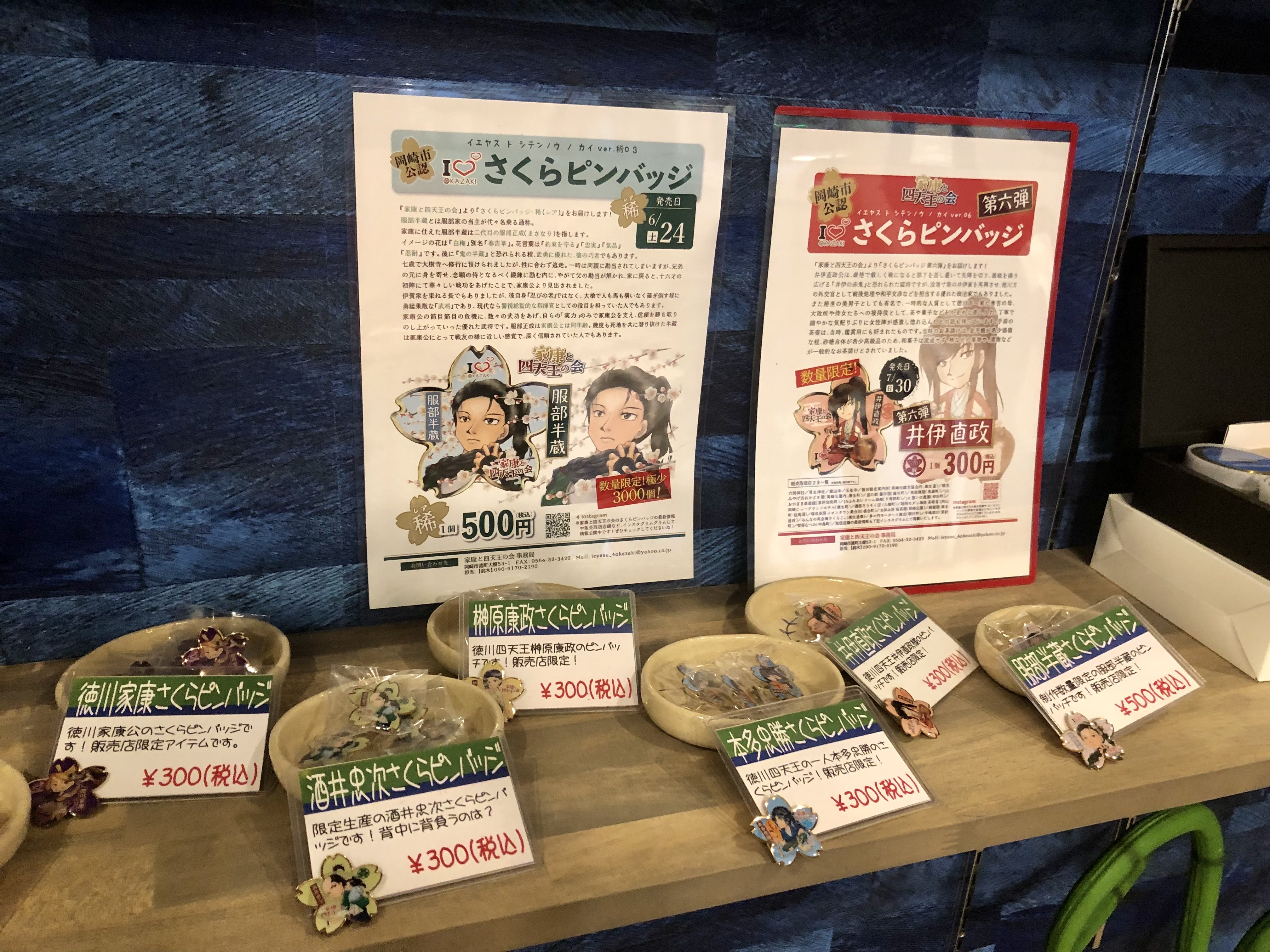
『どうする家康』放映中の販売品
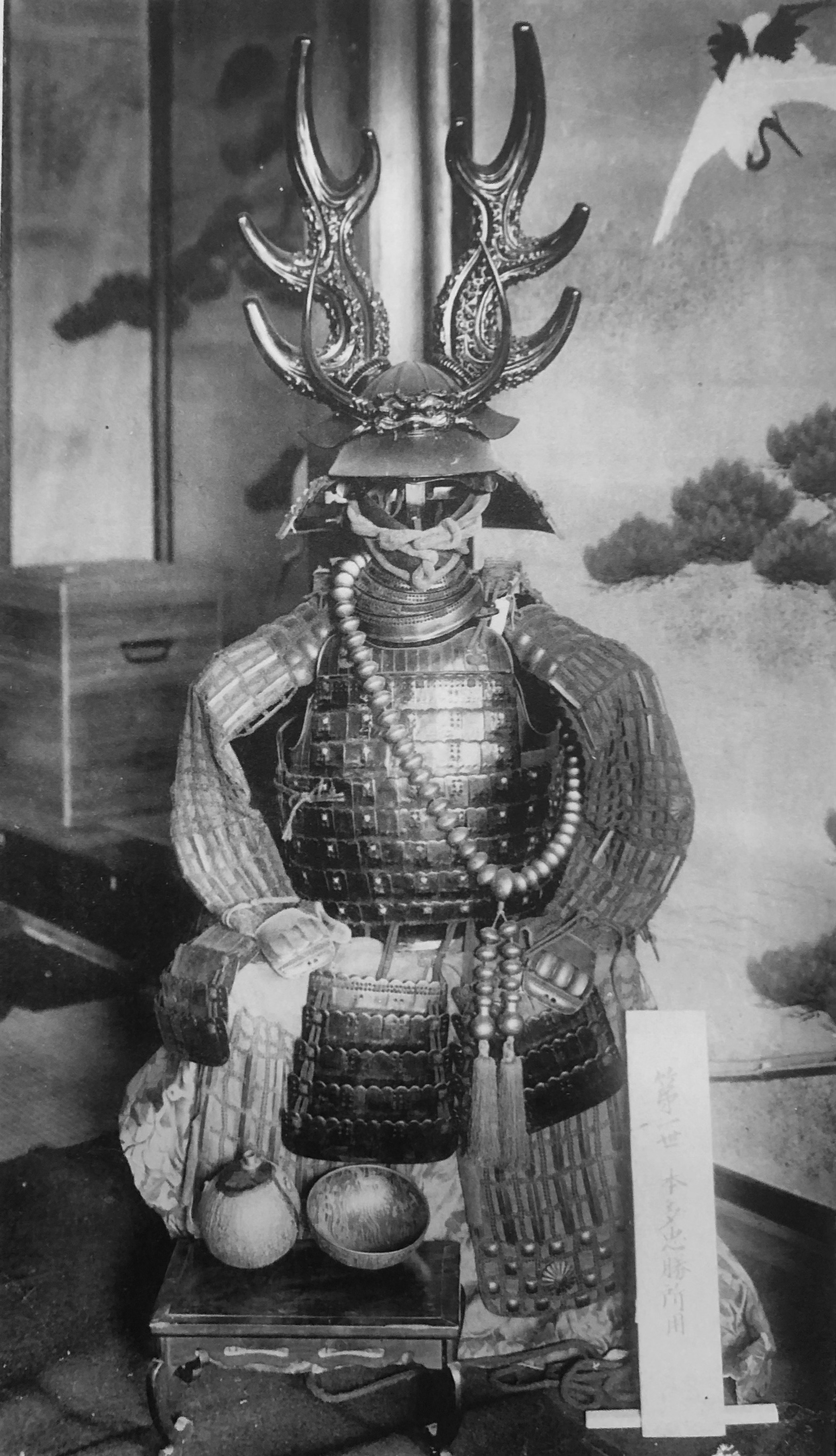
本多忠勝所用の甲冑と鹿角脇立兜

## 交通アクセス
- 名鉄名古屋本線「東岡崎駅」から徒歩で約15分[2]。